# سعيد روستايي
سعيد روستايي (بالفارسية: سعید روستایی) هو مخرج إيراني ولد في 14 أغسطس 1989، تخرج من جامعة سوره.